# Olympia's Tour 2022
L'Olympia's Tour 2022, sessantottesima edizione della corsa valevole come prova del circuito UCI Europe Tour 2022, categoria 2.2, si svolse in quattro tappe dal 17 al 20 marzo 2022 per un percorso totale di 606 km, con partenza da Hardenberg e arrivo ad Assen. La vittoria fu appannaggio dell'olandese Maikel Zijlaard, il quale completò il percorso in 13h14'40", precedendo i connazionali Bert-Jan Lindeman e Joren Bloem.
Sul traguardo di Assen 60 ciclisti, su 148 partiti da Hardenbergn, portarono a termine la competizione.

## Tappe
| Tappa  | Data     | Percorso                                  | km    | Vincitore di tappa             | Leader cl. generale |
| ------ | -------- | ----------------------------------------- | ----- | ------------------------------ | ------------------- |
| 1ª-1ª  | 17 marzo | Hardenberg > Hardenberg (cron. a squadre) | 10,4  | Allinq Continental Cyclingteam | Arne Peters         |
| 1ª-2ª  | 17 marzo | Hardenberg > Hardenberg                   | 74,6  | Matthew Gibson                 | Arne Peters         |
| 2ª     | 18 marzo | Westerbork > Wijster                      | 173,1 | Peter Schulting                | Elmar Reinders      |
| 3ª     | 19 marzo | Leek > Leek                               | 182,6 | Elmar Reinders                 | Elmar Reinders      |
| 4ª     | 20 marzo | Assen > Assen                             | 165,3 | Jim Brown                      | Maikel Zijlaard     |
| Totale | Totale   | Totale                                    | 606   |                                |                     |

## Dettagli delle tappe

### 1ª tappa, 1ª semitappa
- 17 marzo: Hardenberg > Hardenberg (cron. a squadre) – 10,4 km

Risultati
| Pos. | Squadra                        | Tempo |
| ---- | ------------------------------ | ----- |
| 1    | Allinq Continental Cyclingteam | 8'32" |
| 2    | Volkerwessels Cycling Team     | a 4"  |
| 3    | Metec-Solarwatt p/b Mantel     | a 7"  |

| Pos. | Corridore       | Squadra | Tempo |
| ---- | --------------- | ------- | ----- |
| 1    | Arne Peters     | Allinq  | 8'32" |
| 2    | Jasper Schouten | Allinq  | s.t.  |
| 3    | Jelle Bootsveld | Allinq  | s.t.  |

### 1ª tappa, 2ª semitappa
- 17 marzo: Hardenberg > Hardenberg – 74,6 km

Risultati
| Pos. | Corridore      | Squadra    | Tempo    |
| ---- | -------------- | ---------- | -------- |
| 1    | Matthew Gibson | WiV SunGod | 1h33'02" |
| 2    | Elmar Reinders | Riwal      | s.t.     |
| 3    | Alan Banaszek  | HRE        | s.t.     |

| Pos. | Corridore         | Squadra       | Tempo    |
| ---- | ----------------- | ------------- | -------- |
| 1    | Arne Peters       | Allinq        | 1h41'34" |
| 2    | Maikel Zijlaard   | Volkerwessels | s.t.     |
| 3    | Bert-Jan Lindeman | Volkerwessels | s.t.     |

### 2ª tappa
- 18 marzo: Westerbork > Wijster – 173,1 km

Risultati
| Pos. | Corridore          | Squadra       | Tempo    |
| ---- | ------------------ | ------------- | -------- |
| 1    | Peter Schulting    | Volkerwessels | 3h52'25" |
| 2    | Hartthijs de Vries | Metec         | a 2"     |
| 3    | Elmar Reinders     | Riwal         | a 9"     |

| Pos. | Corridore         | Squadra       | Tempo    |
| ---- | ----------------- | ------------- | -------- |
| 1    | Elmar Reinders    | Riwal         | 5h34'09" |
| 2    | Maikel Zijlaard   | Volkerwessels | a 3"     |
| 3    | Bert-Jan Lindeman | Volkerwessels | a 8"     |

### 3ª tappa
- 19 marzo: Leek > Leek – 182,6 km

Risultati
| Pos. | Corridore       | Squadra       | Tempo    |
| ---- | --------------- | ------------- | -------- |
| 1    | Elmar Reinders  | Riwal         | 4h03'00" |
| 2    | Maikel Zijlaard | Volkerwessels | s.t.     |
| 3    | Stian Fredheim  | Uno-X Dare    | s.t.     |

| Pos. | Corridore         | Squadra       | Tempo    |
| ---- | ----------------- | ------------- | -------- |
| 1    | Elmar Reinders    | Riwal         | 9h36'59" |
| 2    | Maikel Zijlaard   | Volkerwessels | a 7"     |
| 3    | Bert-Jan Lindeman | Volkerwessels | a 18"    |

### 4ª tappa
- 20 marzo: Assen > Assen – 165,3 km

Risultati
| Pos. | Corridore      | Squadra    | Tempo    |
| ---- | -------------- | ---------- | -------- |
| 1    | Jim Brown      | WiV SunGod | 3h37'34" |
| 2    | Matthew Gibson | WiV SunGod | s.t.     |
| 3    | Stian Fredheim | Uno-X Dare | s.t.     |

| Pos. | Corridore         | Squadra       | Tempo     |
| ---- | ----------------- | ------------- | --------- |
| 1    | Maikel Zijlaard   | Volkerwessels | 13h14'40" |
| 2    | Bert-Jan Lindeman | Volkerwessels | a 11"     |
| 3    | Joren Bloem       | Abloc CT      | a 14"     |